# Schollbrunn
Schollbrunn – miejscowość i gminaw Niemczech, w kraju związkowym Bawaria, w rejencji Dolna Frankonia, w regionie Würzburg, w powiecie Main-Spessart, wchodzi w skład wspólnoty administracyjnej Kreuzwertheim. Leży w Spessart, około 25 km na południowy zachód od Karlstadt, nad rzeką Haslochbach.

## Dzielnice
W skład gminy wchodzi tylko jedna dzielnica - Schollbrunn.

## Oświata
(na 1999)

W gminie znajduje się 25 miejsc przedszkolnych (z 28 dziećmi).